# Tachidius rotus
Tachidius rotus is een eenoogkreeftjessoort uit de familie van de Tachidiidae. De wetenschappelijke naam van de soort is voor het eerst geldig gepubliceerd in 1926 door Labbé.